# Echymipera kalubu
Echymipera kalubu — вид сумчастих ссавців із родини бандикутових.

## Морфологічна характеристика
Це відносно невеликий ссавець. Довжина тіла від носа до хвоста 225–380 мм, а довжина хвоста в середньому становить 75 мм. Мордочка довга й тонка. Шерсть жорстка колюча. Спинна частина тіла різна за кольором, включаючи яскраво-червоно-коричневий, темно-мідно-коричневий, чорний з домішкою жовтого або чорний з вкрапленням коричневого. Низ, як правило, жовтуватий або коричневий. Є принаймні п'ять характеристик, властивих тільки E. kalubu: 1) відсутність будь-яких слідів чорної подушечки на стопі; 2) наявність покривних волосків, з яких лише 1/5 має світлі кінчики; 3) його коротші, більш круглі вуха; 4) коротша оголена морда; 5) виразна корона на голові.

## Ареал
Поширена по всій Новій Гвінеї (Індонезія та Папуа-Нова Гвінея) і на сусідніх островах архіпелагу Бісмарка в Папуа-Новій Гвінеї, східних Молуккських островах Індонезії, а також островах Япен і Біак-Супіорі в Індонезії. Проживає від рівня моря до 2000 м (але зазвичай нижче 1200 м) над рівнем моря.

## Спосіб життя
Це солітарний і територіальний вид. Вид активний тільки вночі. Це справжня всеїдна тварина. Харчується безхребетними (наприклад, личинки комах, дощові черв'яки, равлики, слимаки) і фруктами (наприклад, опалі банани й папая). 
Вид дуже плодовитий, оскільки розмноження відбувається протягом усього року й починається в дуже ранньому віці. Період вагітності E. kalubu становить 120 днів, і часто в сумці самиці виявляється від одного до трьох дитинчат.

## Загрози й охорона
На вид локально полюють заради їжі, іноді з використанням собак, але це не вважається великою загрозою. У деяких місцевостях йому може загрожувати хижацтво диких або сільських котів.
Зустрічається на кількох заповідних територіях.